# Padmini
Padmini, przydomek Natyaperoli (ur. 12 czerwca 1932, zm. 24 września 2006) – indyjska aktorka i tancerka.
Urodziła się w Thiruvananthapuram, jako druga córka Thankappana Pillai i Saraswathi Ammy. Specjalizowała się w bharatanatjam, uczyła się również innych tańców południowoindyjskich. W filmie zadebiutowała w Kalpana (1948) w reżyserii Udaya Shankara. Występowała w produkcjach w języku tamilskim, malajalam, telugu oraz hindi, partnerując między innymi Sivajiemu Ganesanowi, M.G. Ramachandranowi, Prem Nazirowi, Rajkumarowi, N.T. Ramie Rao i Rajowi Kapoorowi. Zyskała uznanie dzięki rolom w takich filmach jak Snehaseema (1954), Amaradeepam (1956), Thangapadhumai (1959), Adhyapika (1968), Thillana Mohanambal (1968) i Adimagal (1969). Jej łączna filmografia obejmuje przeszło 250 tytułów. Wraz z siostrami, Ragini i Lalithą, tworzyła trójkę z Trawankoru. Angażowała się w działalność polityczną, należała do Indyjskiego Kongresu Narodowego. Zmarła w Ćennaj, na atak serca.
Padmini nadano przydomek Natyaperoli, odnoszący się do ponadprzeciętnych umiejętności tanecznych artystki. Używany między innymi przez fanów, pojawia się również w materiałach prasowych.